# Sophie Karsten
Hedvig Sophie Karsten, senare Taglioni, född 3 september 1783, död 25 februari 1862 i Paris, var en svensk ballerina och konstnär.
Dotter till Kristofer Kristian Karsten och Sophie Stebnowska och syster till Elisabeth Charlotta Karsten. Hon gifte sig med Filippo Taglioni och blev mor till ballerinan Marie Taglioni.  
Karsten var balettdansös och dansade på Kungliga Baletten vid Operan i Stockholm; år 1805 utnämndes hon till premiärdansös, men förlorade sin ställning då Operan stängdes (tillfälligt) av Gustav IV Adolf 1806. 
Hon var också verksam som konstnär och deltog i konstakademiens utställningar i Stockholm mellan 1802 och 1804. Hennes mest omtalade verk var ett berglandskap i lavering.